# Bay Harbor Islands
Bay Harbor Islands es un pueblo ubicado en el condado de Miami-Dade en el estado estadounidense de Florida. En el Censo de 2010 tenía una población de 5.628 habitantes y una densidad poblacional de 4.084,55 personas por km².

## Geografía
Bay Harbor Islands se encuentra ubicado en las coordenadas 25°53′18″N 80°8′1″O / 25.88833, -80.13361. Según la Oficina del Censo de los Estados Unidos, Bay Harbor Islands tiene una superficie total de 1.38 km², de la cual 1.03 km² corresponden a tierra firme y (25.56%) 0.35 km² es agua.

## Historia
Fue creación del abogado y filántropo Shepard Broad (1906 – 2001) quien imaginó un pueblo en dos islotes de manglares y barro que emergían de la Bahía Biscayne conformando una superficie de 253 acres (aprox. 1 kilómetro cuadrado). Broad diseñó una isla para viviendas familiares y otra para condominios y edificios de alquiler. El poblado se incorporó a la ciudad en 1947 y Broad fue elegido consecutivamente durante 26 años como intendente con un sueldo de $1 al año. Un alto porcentaje de las edificaciones son cooperativas.
En 1947 la legislatura le autorizó la construcción del puente entre las islas y Miami que fue completado en 1951 y hoy lleva su nombre "Broad Causeway".
En la isla este se levantan destacados ejemplos de la arquitectura denominada "MiMo" (Miami Modern), en boga en los años 50 y 60 e inspirada en el Estilo Internacional prevalente en la inmediata posguerra. En el específico caso de Bay Harbor Islands, la columnista Beth Dunlop escribe "Los edificios son visualmente fotogénicos, es una cápsula de otro tiempo en el estilo despreocupado y celebratorio del clima marítimo y tropical". Se destacan el Coral Sea Tower del arquitecto austríaco Carlos Schoeppl y el complejo inmediato, también de 1956, donde se filmaron capítulos de la serie televisiva Dexter
La calle 96, en este tramo denominada Kane Concourse, comunica con el Broad Causeway y Bal Harbour hacia el este. Es la única arteria comercial de las islas.

## Demografía
Según el censo de 2010, había 5.628 personas residiendo en Bay Harbor Islands. La densidad de población era de 4.084,55 hab./km². De los 5.628 habitantes, Bay Harbor Islands estaba compuesto por el 91.54% blancos, el 2.52% eran afroamericanos, el 0.21% eran amerindios, el 1.23% eran asiáticos, el 0.04% eran isleños del Pacífico, el 2.19% eran de otras razas y el 2.27% pertenecían a dos o más razas. Del total de la población el 46.3% eran hispanos o latinos de cualquier raza.